# Jarosław Araszkiewicz
Jarosław Araszkiewicz (né le 1er février 1965 à Szamotuły en Grande-Pologne) est un footballeur polonais, désormais entraîneur. Il jouait au poste de défenseur.
Il était surnommé « le nomade du football » car il a changé 15 fois de clubs pendant sa carrière. Il a joué pour des clubs tels que : Legia Varsovie, MSV Duisbourg, Dyskobolia Grodzisk, mais il est le plus connu comme étant l'icône du Lech Poznań. 
Avec le Lech, Araszkiewicz a gagné 5 titres de champion de Pologne (1983, 1984, 1990, 1992, 1993 - tous les titres que le Lech a gagnés dans son histoire), le dernier titre était quelque peu controversé : à la fin de la saison Legia Varsovie était en tête au classement, mais en raison de corruption le titre a été accordé au Lech Poznań. 
Jarosław Araszkiewicz a commencé sa carrière professionnelle au Lech. Au Lech, il a joué 176 matchs et inscrit 40 buts. Avec ce club il a gagné par deux fois la Coupe de Pologne (en 1984 et 1988). 
Il a honoré 12 sélections en équipe de Pologne.